# Ülemiste (wijk)
Ülemiste is een subdistrict of wijk (Estisch: asum) binnen het stadsdistrict Lasnamäe in Tallinn, de hoofdstad van Estland. De wijk telde 1.520 inwoners op 1 januari 2020. De wijk ligt noordoostelijk van het Ülemistemeer, dat zelf in een andere wijk ligt, Ülemistejärve. In Ülemiste ligt het vliegveld van Tallinn.
Ülemiste grenst behalve aan Ülemistejärve ook aan de wijken Sikupilli, Pae, Sõjamäe en Mõigu.

## Geschiedenis
Lasnamäe, het district waarin Ülemiste ligt, is een kalksteenplateau. Al in de middeleeuwen werd hier kalksteen uitgehouwen, die gebruikt werd voor bouwwerken elders in Tallinn.
In 1932 begon in Ülemiste de bouw van een vliegveld, de tegenwoordige Lennart Meri Tallinn Airport. De landingsbanen van de luchthaven liggen deels in de aangrenzende wijk Sõjamäe. De luchthaven werd geopend in 1936 en kreeg zijn huidige naam in 2009. Verder was er weinig bebouwing in de wijk, maar wel wat industrie.

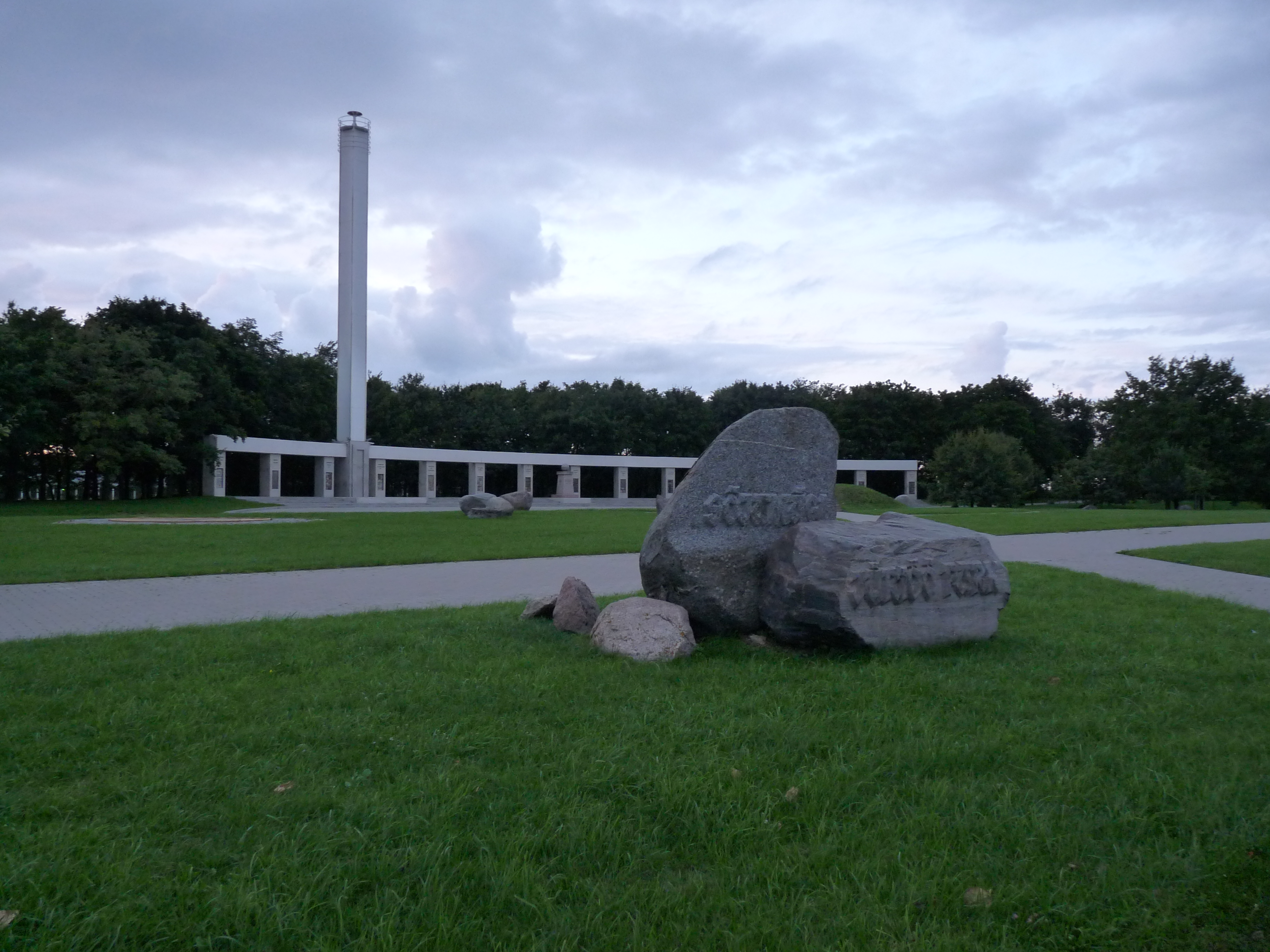
Het Jüriööpark. Op de voorgrond het monument voor de Estische onafhankelijkheidsoorlog, op de achtergrond het monument voor de Tweede Wereldoorlog

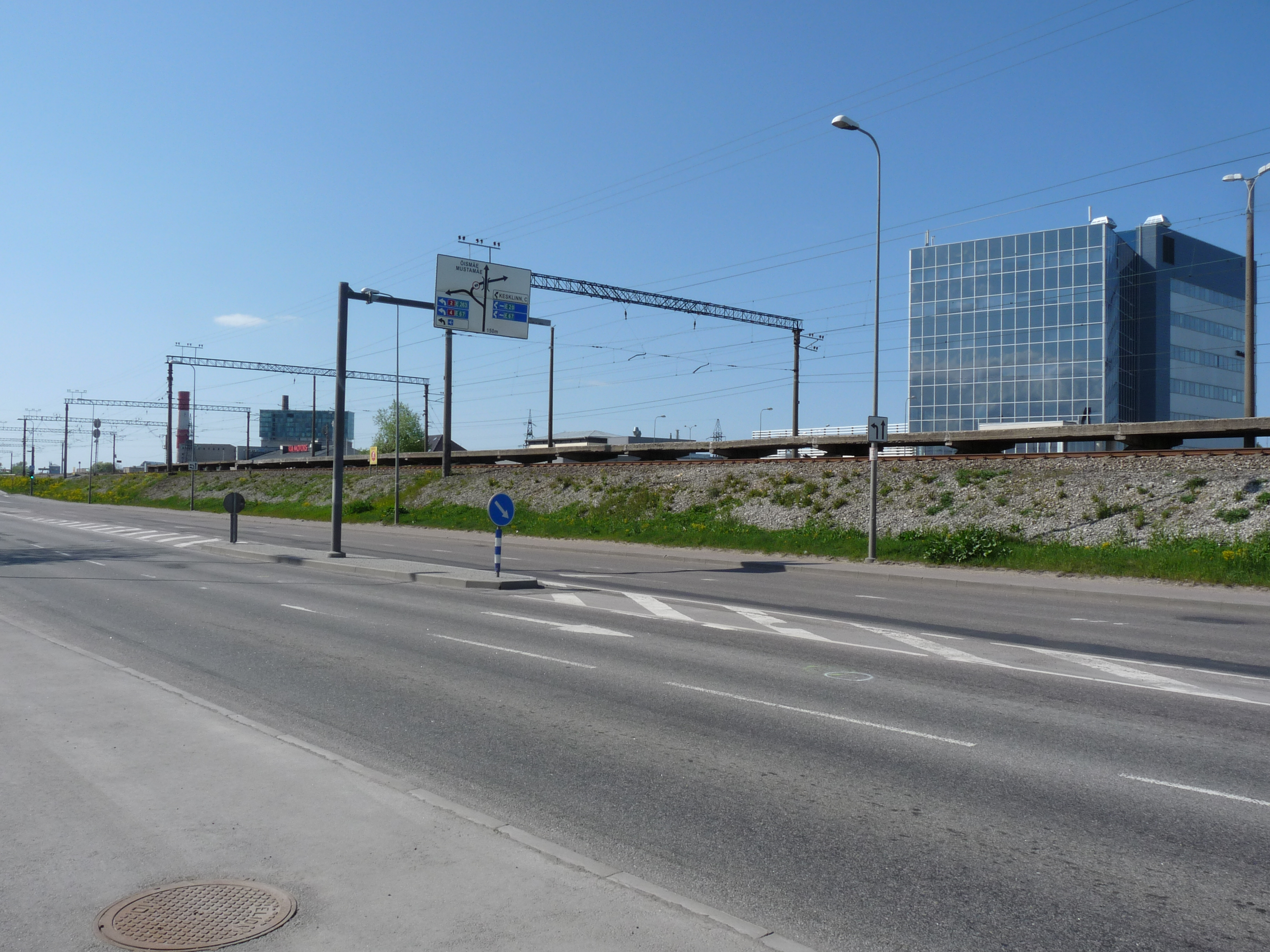
De Suur-Sõjamäe tänav, een van de grote wegen door Ülemiste

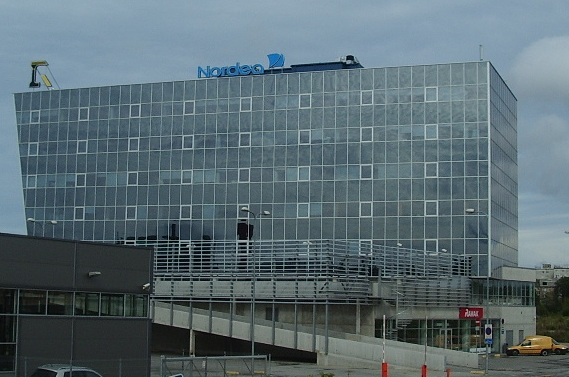
Gebouw van de Nordea Bank

In 1935 werd in het noorden van de wijk het Jüriööpark aangelegd. Het is een historische plaats: hier is in 1343 slag geleverd tussen de Duitse Orde en de opstandige Esten. In die slag werd de Opstand van Sint-Jorisnacht beëindigd. 3.000 Esten kwamen daarbij om het leven. Tijdens de Tweede Wereldoorlog werd het park vernield. Na de oorlog werd het een industrieterrein. Pas na 1991 is het park opgeknapt. Er staat een monument voor de slag (een zwaard dat in de grond steekt); bovendien staan er monumenten voor de Estische onafhankelijkheidsoorlog en de Tweede Wereldoorlog.
In 1944 vestigde zich het busbedrijf van Tallinn in de wijk. In 1967 vertrok het naar Mustamäe. In 1955 werd een tramlijn doorgetrokken naar Ülemiste. De keerlus ligt naast het Jüriööpark.
In de jaren zeventig van de 20e eeuw begon in Lasnamäe de bouw van hoge geprefabriceerde flatgebouwen in Sovjetstijl. In Ülemiste, dat vooral industriegebied is, bleef de bouw van flats beperkt. Sinds 2000 ontwikkelt Ülemiste zich van industriegebied naar zakencentrum. Sedert 2005 ligt bijvoorbeeld tussen het vliegveld en het station het kantorencomplex Ülemiste City, dat deel uitmaakt van het internationale samenwerkingsverband Technopolis.
In 2004 werd in Ülemiste een groot winkelcentrum geopend, Ülemiste keskus, met ongeveer 160 winkels.

## Vervoer
De spoorlijn Tallinn-Narva loopt door Ülemiste en heeft daar een station, dat ook als goederenstation wordt gebruikt. Er stoppen elektrische treinen en dieseltreinen. Het goederenvervoer wordt verzorgd door EVR Cargo, een dochter van Eesti Raudtee. Het station bevindt zich op ca. 750 meter afstand van Lennart Meri Tallinn Airport.
Vanaf het beginpunt van de trambaan vertrekken lijn 2 naar Kopli en lijn 4 naar Tondi. Verder wordt de wijk bediend door een aantal buslijnen.